# Lila (Bohol)
Lila is een gemeente in de Filipijnse provincie Bohol op het gelijknamige eiland. Bij de census van 2015 telde de gemeente ruim 12 duizend inwoners.

## Geografie

### Bestuurlijke indeling
Lila is onderverdeeld in de volgende 18 barangays:
| - Banban - Bonkokan Ilaya - Bonkokan Ubos - Calvario - Candulang - Catugasan - Cayupo - Cogon - Jambawan | - La Fortuna - Lomanoy - Macalingan - Malinao East - Malinao West - Nagsulay - Poblacion - Taug - Tiguis |

## Demografie
Lila had bij de census van 2015 een inwoneraantal van 12.257 mensen. Dit waren 272 mensen (2,3%) meer dan bij de vorige census van 2010. Ten opzichte van de census van 2000 was het aantal inwoners gegroeid met 1.935 mensen (18,7%). De gemiddelde jaarlijkse groei in die periode kwam daarmee uit op 1,13%, hetgeen lager was dan het landelijk jaarlijks gemiddelde over deze periode (1,84%).

De bevolkingsdichtheid van Lila was ten tijde van de laatste census, met 12.257 inwoners op 40,5 km², 302,6 mensen per km².
|  |